# Gunung Batee Dua
Gunung Batee Dua är en kulle i Indonesien.   Den ligger i provinsen Aceh, i den västra delen av landet, 1 700 km nordväst om huvudstaden Jakarta. Toppen på Gunung Batee Dua är 107 meter över havet.
Terrängen runt Gunung Batee Dua är platt söderut, men norrut är den kuperad. Terrängen runt Gunung Batee Dua sluttar söderut. Runt Gunung Batee Dua är det glesbefolkat, med 12 invånare per kvadratkilometer. I omgivningarna runt Gunung Batee Dua växer i huvudsak städsegrön lövskog.